# Koncz József (tanár)

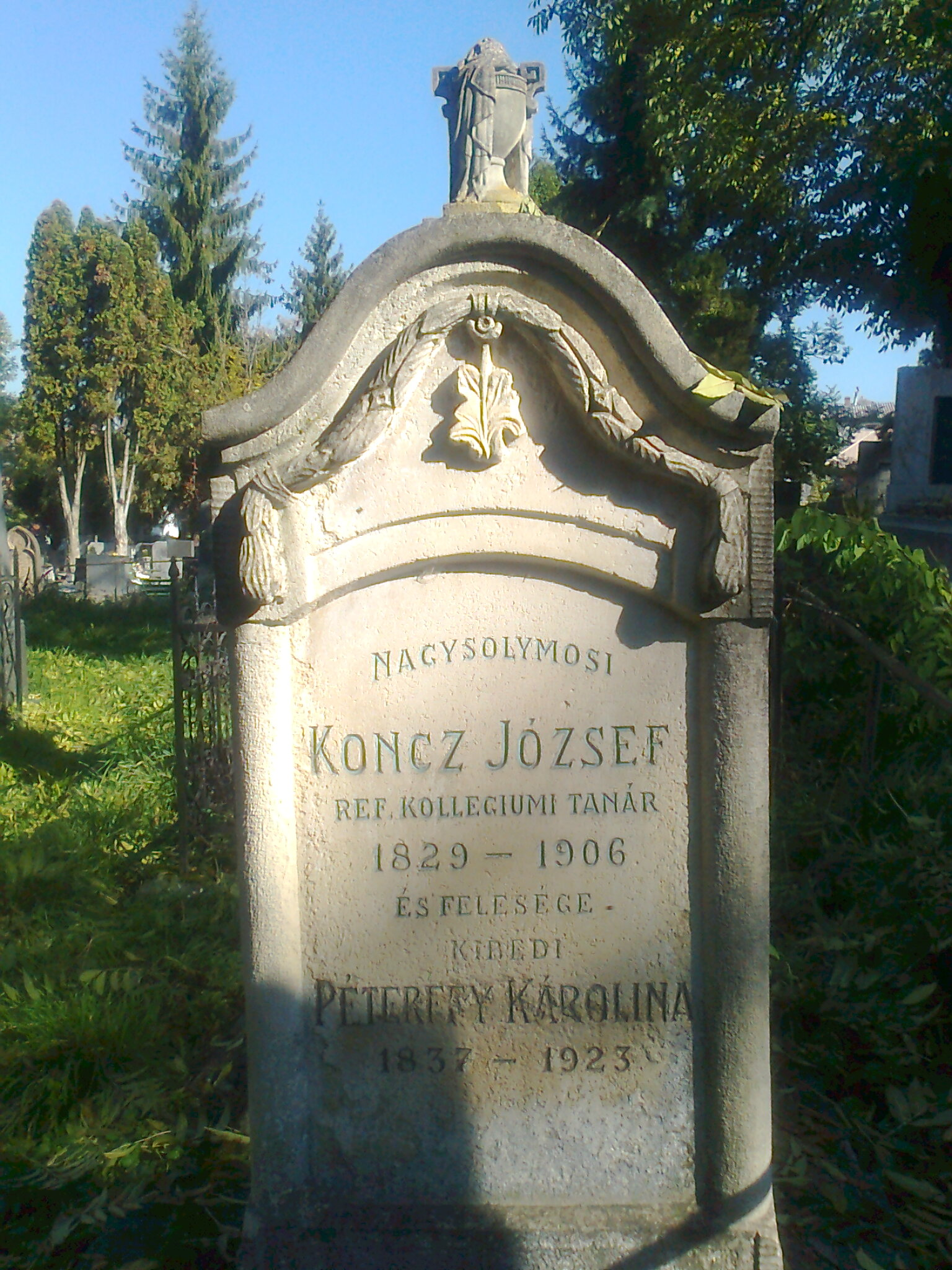
Sírja a marosvásárhelyi református temetőben

Koncz József (Bözöd, 1829. november 11. – Marosvásárhely, 1906. március 3.) történész, református főiskolai tanár, könyvtárnok, levéltáros, honvédfőhadnagy.

## Életútja
Székely nemes szülők fia. Apja, aki szintén Koncz József volt, 1836-ban meghalt. 1839. április 28-án özvegy édesanyja Makfalvára vitte a báró Wesselényi Miklós által alapított nemzeti iskolába, ahová két évig járt, azután egy évig a székelykeresztúri unitárius gimnáziumban tanult. 1843. január 12-én a marosvásárhelyi kollégiumba került, ahol a német osztályba (I. gimn. oszt.) vették föl; hat év alatt végezte az alsó VI osztályt és 1848. május 21-én lépett a felső osztályba. A szabadságharc alatt mint honvéd szolgált a XI. zászlóaljban. 1850 szeptemberében folytatta tanulmányait Marosvásárhelyt és 1854. szeptember 20-án érettségi vizsgát tett. A teológiai tanfolyamot két évig a kolozsvár-nagyenyedi papnevelőben végezte és 1856. szeptember 5-én és 6-án papi szigorlatot tett.
1856-tól 1858-ig mint tanítót alkalmazták a marosvásárhelyi református gimnázium IV. osztályában, és ezen idő alatt (1857. július 5-től 1858. szeptember 8-ig) az intézet könyvtárát rendezte. Ekkor külföldi egyetemekre ment, és 1858. november 19-től Marburgban két félévet töltött, 1859. november 4-étől Bázelban egyet, 1860 tavaszától Zürichben is egyet, és teológiát, bölcseletet és természettant hallgatott.
1860 augusztusában hazatérve, szeptemberben a marosvásárhelyi református kollégiumban a latin irodalom segédtanáraként működött. 1867-68-ban tanári hivatala mellett a helyi református egyháznál, püspöki fölhatalmazásnál fogva, papi teendőket is végzett és tanított az egyházközség leányiskolájában. 1862-től 1867-ig a tanítókari gyűlések jegyzője volt. 1874-ben rendes tanárnak választották és tanszékét szeptember 5-én Szükséges-e az ó-classikus nyelvek tudása és ismerete című értekezéssel foglalta el. 1871-től 1878-ig a tanári, 1880-81-ben az elöljárósági gyűlések jegyzője volt és 1871-től újra könyvtárnok lett. 1872-73-ban a könyvtárnak 14 év alatt összegyűlt könyveit rendezte és címtárazta. 1875-ben a levéltárnak 1865 és 1875 között felgyűlt okleveleit Páll Károly kartársával rendezte, idő- és tárgyrendi és betűsoros lajstromba vezette. 1865-től 1879-ig mint iskolai segédpénzkezelő is működött.
1881. július 5-én az elöljáróság tanvezetőnek választotta két évre, s ezen tisztét újból megválasztása után még nyolc évig folytatta. Hivatalos teendői mellett a Teleki-család levéltára egy részének rendezésével is foglalkozott. 1896-tól egyszersmind a Teleki-levéltárnak is őre volt. 1899-ben vonult nyugalomba.
Több irodalomtörténeti és egyháztörténeti dolgozata is megjelent, elsősorban Erdély történetével foglalkozott. Gyűjteménye, kézirathagyatéka a kolozsvári Erdélyi Múzeum-Egyesülethez került.

## Írásai
Cikkei s közlései a következő lapokban és folyóiratokban jelentek meg:
Protestáns Közlöny (Kolozsvár, 1875. Uj énekes könyvbeli uj énekek szerzői; 1879. Tofaeus Mihály r. püspök conventiója 1665.; 1880. Pécsi Simon bibliafordításából mutatvány; 1881. Bethlen Miklós levelei, 1709. Veszprémi István r. püspökhöz, Bécs 1712. a főkonsistoriumhoz; A szász universitás itélete Dézsi István ügyében 1629.; 1882. Gróf Teleki Sámuel prédikácziója 1769. házassági szándéka Bánffi Ágnessel; Az erdélyi orthodox ecclesia sérelmei beterjesztve Rákóczihoz 1631.; 1883. Papmarasztás a benedeki ekklezsiában 1702., I. Apafi Mihály convocatoriája 1671. szept. 1.; 1886. Ordinantia Colleggi N. Enyedensis per curatores praescripta 1671., Gyulaváros supplicatiója elvett harangjokért Apafihoz 1675., Abrudbányai ref. templomhely kijelölése 1672., A szászvárosi reformátusok panasza a ref. konsistoriumhoz 1713. A vajasdi ekklézsia fekvőségei, pap és mester fizetése 1658., A görgény-szentimrei pap és mester fizetése a fiscalitásból 1703-ig, Csulai György püspök számadása kivonatbna 1664., Ifjabb Csulai György és Szárasi András kiegyezése az enyedi kollegiummal 1677., Tofaeus M. és Horti István synodusra hivó körlevelei 1681.; 1686., Bajcsi András gyűlésbe hívó levele 1686., A marosvásárhelyi synodus meghívja II. Apafitsínodusra 1690., K.-Vásárhelyi Matkó István két levele és rövid életvázlata 1665., A teremi nagy harang 1675., Bethlen János donatiója a teremi egyháznak 1674., Enyedvárosa és a kollegium egyessége az idegen bor bevitelét illetőleg 1671., Kolozsvári István professor követsége 1684-1685. a biblia nyomtatása és politikai ügyekben Németországba és Belgiumba; levele Apafihoz, Torda és Egyházfalva ref. egyházak papjainak só és quarta jövedelmekről dileberatum 1671., Tolnai István kolozsvári tanár legátusokat ajánló levele Telekihez 1669.; 1887. Bethlen Gábor adománylevele a gyulafehérvári kollgiumnak 1629., A nagyernyei orth. és unitáriusok és templom és egyházjavak felett 1639., Középszolnok várm. kérő levele Telekihez a papságot terhelő adók alábbszállítása végett 1689., Ekklezsiákat és ekkl. szolgákat illető szabályok a ref. konsistoriumtól és guberniumtól 1702., 1709., Gelei Katona István lev. Szathmári Jánoshoz 1641., Kovásznai Péter püspök lev. Telekihez 1668., Bethlen János levele ugyanahhoz 1665., Kolosvári István levelei Teleki Mihályhoz 1684.; 1888. Történeti hibás adatok kijavítása az egyházközségek keletkezését illetőleg, Egyháztörténelmi apróságok, Horti István levelei Teleki Mihályhoz 1668., 1685.; A márkodi s magyarosi ekklezsiák különválása a berekereszturitól 1792., 1795.; A torboszlói ekkl. a szentimreitől 1793., Tiszabecsi Nagy Gáspár püspök és Sellyei Balogh István levelei Teleki Mihályhoz 1669., 1663.; Vásárhelyi Matkó István levele Tofaeus püspökhöz 1683., Pataki István levelei II. Apafi Mihály nevelését illetőleg Teleki Mihályhoz 1688-1689., Dési Márton enyedi prof. levele Telekihez a biblia kiadás ügyében, 1684., Tótfalusi Kis Miklós két lev. a biblia kiadás ügyében Teleki M. és Pataki Istvánhoz 1685., Berlini stipendiumok, Tótfalusi K. Miklós Teleki Mihályhoz 1690. Lengyelországban letartóztatott könyvei tárgyában, Bethlen Miklós fia keresztelőjére keresztatyjának hívja Teleki M. 1670., Bethlen Miklós Telekihez kollegiumnak gabonaküldés végett 1690., A küküllői egyházmegyéről és a nagyteremi egyházközségről, Egyháztörténeti apróságok; 1889. A nagy-enyedi Bethlen főiskola ügyeinek megvizsgálására, számbavételére 1711-34-ig kiküldött bizottság utasítása a főkonsistóriumtól ifj. b. Bánffi sat. számára 1734., Pataki József kolozsvári nyomdász levele 1753., A váradi nyomda és Tótfalusi K. Miklós emlékköve; 1890. Bocskai István levele Telekihez a pataki kollegium javai megkeresése végett 1670. és bevezetés a Bocskay család eredetéről, A s.-pataki kolleg. gondnokai Telekihez az előbbi ügyben 1670., Teleki M. válasza Bocskai levelére, Bethlen Miklós levele Telekihez atyja egészségi állapotáról s temetéséről 1677-78., Teleki M. lev. Vér Judithoz házasságáról 1661., Vásárhelyi Péter Teleki M. gazdatisztjéhez 1665., Szelepcsényi György és Gubasóczi János püspök lev. Wesselényi Pálhoz 1681., Apafi rendelete Telekihez a biblia kinyomatására pénzküldés Hollandiába Kolozsvári Istvánnak 1684., Szalárdi János kérő levele Bornemisza Annához 1666., Apafi M. két levele Telekihez papok keresése végett 1667-68., Bethlen Miklós levele Telekihez, Csernatoni Pál halála 1679., Apafi M. levelei Telekihez és Katonai Mihályhoz, professor beállítás- és fia confirmálásáról 1684., Ifj. Apafi M. lev. Telekihez Pataki István betegségéről 1690., Okolicsányi Pál két lev. Bethlen M. és Teleki M.-hoz Felfalusi, Csepregi és Tótfalusi hazaszállításokról 1690., Gelei Katona István rendelete az oláh esperesekhez az ujtestamentom oláh nyelvre fordításának tárgyában 1643., Gyalakuti Lázár Imre intézkedése a gyalakuti és szeredaszentannai reform. egyházközségekben 1668., Bancsi Ádámnak adott utasítás Apafihoz a sárospataki iskola ügyében 1685., Vásárhelyi Tőke István lev. Rákóczi Józsefért, a püspök fogsága 1738., Teleki S. edictuma templomgyakorlást illetőleg 1708, Bethlen G. lev. Alia Farkashoz, papok dislocatioja 1616., Huszti András kolozsvári ref. jogtanár életrajzához újabb adatok; 1891. Nagy-Ári Benedek és Kovásznai Péter térítvényök a presbyterianusi újításért 1656. és a fejedelem válasza, Szőnyi Nagy István kérelme Rákóczi Ferenczhez 1708., A nagyteremi, illetőleg tövisi régi harangot visszaadatja Apafi 1678., A kolozsvári ref. colleg. ifjuságának kérvénye Telekihez Tolnai István megmarasztásáért 1667., Tordai és egyházfalvi ekklezsiák 1670., Kovásznai Péter levelei 1666-1672-ig, Az 1790-91. XXVI. törv.-czikk a vallásügyről, Bethlen G. megengedi Erdélyi Istvánnak, hogy a somkereki romlott templomot ujra építse és a temetőhelyet is neki conferálja 1617., A gernyeszegi templomot a kiküldött fejedelmi biztosok az artikulusok értelmében a reformátusoknak ítélik 1643., Bethlen János Teleki M.-hoz a fejedelemnek Enyedre meneteléről és fogadásáról 1665., Az enyedi tanítókat Fehérvárra rendeli Apafi 1674., A gályarabok szabadulásáról intézkedik Apafi 1676., A benedeki eccl. constitutiója 1689., Teleki Mihályné Vér Judit fiai tanítójának Majtini Ferencznek birtokot ad 1691., Huszti András lev. Teleki S.-hoz 1735., Vesselényi Pál minő feltételek alatt veszi vissza nejét Béldi Zsuzsannát 1778., A héderfáji ref. templom ujra építése 1756-1759., Sárdi György a kisfaludy ref. ekklezsiától megvett kis harangot az abrudbányai ref. ekklesiának conferálta 1700.; 1892. A karanczi, baranyam. birák és esküdtek mestert kérő levelök 1619., A görgény-szentimrei ekklesiától a marosvásárhelyi kollegiumból kijövő scholamester fizetése esztendeig igy igértetik 1730., Szamosujvárnémeti reform. ekklesia instantiája gr. Teleki Sándor főkurátorhoz, elveszett és a magyarói ekklesiánál megtalált harangjok ügyében 1713., A magyar-régeni luteránusok és pápisták vallomása, hogy Graffius Gáspár szász-régeni prédikátor a reformátusokat pártosoknak mondotta 1673., 1893. A magyar-régeni templomot a kiküldött fejedelmi biztosok a reformátusoknak itélik az articulus értelmében mint numerosior parsnak 1673., A magyar-régeni reformátusok kérvénye Teleki Mihályhoz...; 1894. A marosszéki ev. ref. ekklezsiák száma és népessége az 1766. összeirás szerint, Udvarhelymegyében volt esperesek jegyzéke, A marosvásárhelyi ekklezsiának papjai, Kovásznai Péter az oláh iskolákról és nyomdáról 1668., Szántai Pócs István huszti református lelkész két levele Teleki Mihályhoz a presbiteri rendszer behozatala végett az erdélyi egyházakba 1671., Dési Márton, Csernátoni Pál és Pataki István ujítással vádolt és 1673-ban a radnóti gyűlésbe idézett tanárok ellen felhozott vádpontok, Kovásznai Péter püspök és Csengeri István levelei Telekihez válóügyben 1668., Papok hívása és azok válaszai: Váralyai Lőrincz és Kaposi Pál szatmári papok Telekihez 1668., Apafi gyűlésbe hivója egyházi és iskolai ügyekben 1671., Horti István levelei Teleki Mihályhoz biblia nyomtatás és más egyházi ügyekben 1668., Nánási L. István Telekinek azon ügyben és akkor, Szentgyörgyi Dávid 1659-1660. marosvásárhelyi iskola-igazgató, azután dévai s udvarhelyi pap lev. Telekihez 1669., Csuzi Cseh Jakab komáromi pap lev. Nagyári Józsefhez Apafi udvari papjához 1683., Nagyári válasza a győri táborból és Csuzi viszonválasza; 1895. Kollegiumok és iskolák költségvetése, ecclesiák pénze 1697., 1701., Bethlen Miklós leveleiből kivonatok 1672., Bethlen Miklós levele Veszprémi István ref. püspökhöz 1702.; 1896. Fekete Klára Bethlen Jánosné meghivó levele férje Bethlen János temetésére 1678. márcz. 6. napjára M.-Vásárhelyre, Czeglédi István két levele Apafi fejedelemhez és Teleki Mihályhoz munkája kinyomatása ügyében 1667., Apafiné levelei 1663., Apafi utasítása Bánffi Dénes következő vallásügyben Bécsbe 1668., Apafi Fehérvárra hívja az enyedi kollegium gondnokát a diákok miatt 1680., Pataki István tanár Telekihez 1683., Szász Károly enyedi tanár levele Bolyai Farkashoz 1846., Némethi Mihály gönczi schola mester Telekihez, Igazság próbaköve, Görgei Pál kaposi pap, Köleséri Sámuel tokaji pap és Csernátoni Pál levele Telekihez 1669., A tordai egyház egyenetlenkedése papjával 1670., Décsei György sorostélyi pap kéri a püspököt, hogy tudassa lemondását Telekivel 1669.; 1897. Sóti János újhelyi pap lev. Telekihez 1665-1667.; 1898. A marburgi magyar stipendium vázaltos története és mostani állása); a Történeti Lapokban (Kolozsvár 1876, Szenczi Molnár Albert diáriuma 1574-1617-ig); az Egyházi és Iskolai Szemlében (Nagy-Enyed, 1877. Virágvasárnapi emlék: Enyed veszedelme 1704.); az Erdélyi Figyelőben (Maros-Vásárhely, 1879. Gróf Zrinyi Miklós lev. 1663., Istvánokról vers az Apafi udvarában); a M. Prot. Egyh. és Isk. Figyelőben (szerk. Czeder; 1879. Báthori Zsófia lev. 1673. és Telekihez 1672., 1880. Witnyédi István lev. 1668., Nagybányai egyház sacramentumhoz való bonumi, Csúzi Cseh Jakab lev. Nagyári Józsefhez 1683., Bethlen M. lev. Telekihez 1672., Pécsi Simon bibliafordításából I. Moz. IX. r., Bethlen M. lev. Telekihez 1672.; 1881. Czeglédi István lev. Telekihez 1670., Szőnyi Nagy István levele Prónai Istvánhoz 1704., Kiskomáromi István lev. és reversalisa Telekihez 1683., Apafi M. lev. a máramarosi főtisztekhez, 1672.; 1882. Bethlen M. 3. lev. Telekihez 1672.; 1883. Fogarasi Pál Máté két lev. Teleki Sándorhoz 1737., A kassai ref. egyház kérelme Lórántfy Zsuzsánnához 1652., Rákóczi György lev. a kassaiakhoz 1652., Kaposi Sám. életr. és rövid ethikája és 1884.; 1885. A kecskeméti ref. egyház köszöntő lev. Bethlen Sámuelnéhez 1749., Apafi M. lev. Telekihez 1676.; 1886. A bujdosó magyarok szövetkezése és esküje 1672., A nagybányai ekklezsia kérő lev. Teleki Sándorhoz 1726., Báthori Zsófia pátense 1671.; Confessio X. E. Concordia: mint esketik meg a kath. vallásra térőket, Vitnyédi István levelet Bethlen Miklóshoz 1664., Soti János 11 lev. Teleki Mihályhoz 1663-70., Görgei Pál 4 lev. 1665.); a M. Könyv-Szemlében (1879. A marosvásárhelyi ref. kollegium könyvtára ismertetése, 1880. Lupuj vajdáról XVII. sz. ismeretlen magyar ének, 1894. Szathmár Németi Mihály lev. Telekihez 1669.); a Typographiában (1880. Tótfalusi Kis Miklós nyomdájának leltára, 1881. Bőthi András nyomdásznak készül fejedelmi pártfogással 1674.); a Keresztény Magvetőben (1880. Pécsi Simon 2 lev. 1637., 1641., Szigeti Erzsébet Angyalosi Jánosné és fia A. István supplicatiójuk 1638.; 1881. A bözöd-ujfalvi judaizansoktól a reformátusok kezére átment és ezektől az unitáriusok által potentiose elvett templom ügyében kinevezett bizottság eljárása 1668.; 1882. Az erdélyi orthodoxus status supplicatioja Rákóczi Györgyhöz 1631., A kis-solymosi unitarius ekklezsia történetéhez 1640., A szenterzsébeti, nagy- és kis-somlymosi és bözödi unitárius templomok átadása a reformátusoknak 1639., A ref. vallásra térített szombatosok reversalisa 1639. és ezek utódainak megintése a reform. vallásra visszatérés végett 1662.; 1883. Pécsi Simon bözödi birtokos és Bözöd patronusa 1630., Pécsi S. három vejének reversalisa 1637., Kik voltak szombatosok Marosvásárhelyt, Ernyében és Szentkirályon? Esketés 1638., Pécsi S. halála idejét és Péchi Erzsébet első férjét illetőleg helyreigazítás és felvilágosítás. Pécsi S. öt levele vejéhez Angyalosi Istvánhoz 1637., 1640-1641., Kenosi vallatása Agárd felől 1648., Pécsiért kezességet vállalók reversalisa 1638.; 1884. A héjasfalvi orthodox és unitarius atyafiak tusakodása 1639-1640., A muzsnai orthodoxok és unitariusok 1642., 1648., Bethlen G. visszaadatja a betfalvi és rugonfalvi orthodoxoknak azon közös templomot, melyet a Davidisták tőlük elvettek volt 1618., Rákóczi Gy. a csekefalvi határon volt puszta kápolnát templomépítésre conferálja az előbb Szt. Ábrahámhoz tartozott, most pedig az orthodoxa religiora áttért csekefalvi leányegyháznak 1640., A keresztúri orthodoxusok és unitariusok compositioja a fejedelmi biztosok előtt az egyházi javakra nézve 1646., Bethlen János discursusa a Péchi familia dolgáról, A balázsfalvi per exitusa a fiscus és Pécsi Zsuzsanna, Kénosiné között; 1885. Az unitárius ekklezsiák adakozása a marosvásárhelyi collegium építésére 1806.; 1886. Pécsi S. özvegye Barabási Kata inteti Kénosi Ferenczet és Farkas Ferenczet, a balázsfalvi jószág végett 1648., Egy névtelen unitarius levele az unitarius vallás egy gyalázójához, A nagyteremi orthodoxusok és unitariusok egyenetlenkedései a templom, parochialis épületek és schola fölött 1672.; 1888. Dávid Ferencz ujabban felfedezett kézirata; 1891. Radeczi Bálint unitarius püspök lev. 1624., Franc Ádám lev. Londonból 1689., A Dávid Ferencz-féle legrégibb unitarius könyvnek egy második példánya 1579 körüli időből; 1897. Brassai S. levelei Bod Péterhez 1844., 1846., 1860-61.); a Prot. Egyh. és Isk. Lapban (1880. Pécsi Simon bibliafordításából mutatv., 1888. Czeglédi István kiadatlan levelei 1668-70.; 1897. Fogarasi Pap József emlékezete); a Történelmi Tár-ban (1881. A Telekiek levéltáráról, Komáromi János, Vay Mihály, Bethlen Miklós, Vér Judit levelei 1690-1700., Bánffi Kristóf és a fia László jegyzetei Heltai, Magyarok krónikájában, Adalék Decsi Czimor János életéhez 1597.; 1882. Bánffi László jegyzetei, A Syntagma írói tiszteletdíja 1594., Rákóczi Gy. konyhai rendtartása, Rozsnyai Dávid az utolsó török diák életéhez; 1883. Oklevelek Rozsnyai Dávid fogsága történetéhez; 1884. Zrinyi M. lev. a bártfaiakhoz 1564., A fehérvári kollegium articulusai 1630., Rozsnyai D. életéhez 6 oklevél; 1885. Kemény János egy kiadatlan lev. 1659., Mindszenti Krisztina javai elfoglalása 1642-ben, Erdélyi István rendelkezése a klastromok és pátereknek; 1886. Adalék Barisius Izsák erdélyi tartózkodásához 1658., Haller József elítéltetése 1686., Erdély és a bécsi udvar diplomatiájához adalék a török háborúban 1685-86., 1887 Barcsay Ákosné lefoglalt javai összeírása 1661., Zrinyi Ádám lev. Teleki Mihályhoz és ennek válasza 1690.; 1888. Bethlen Gábor két lev. Palóczi Horváth Jánoshoz 1629., Sennyei István győri püspök lev. Palóczi Horváth Jánoshoz 1633., Bessenyei Boldizsár szent-páli pap és Csávási Anna jegyesek elválasztása 1640., Bethlen Miklós lev. a tanácsurakhoz 1676., Csepregi Mihály lev. a tanácsurakhoz 1661., Apafi rendelete Telekihez, hogy a kendilónai papnét fogassa el 1684.; 1891. A bujdosók levelezése 1670-ben; 1893. Rákóczi Gy. edictuma udvari népe számára 1645., Kemény János Lónyai Annához, Lónyai A. Rédei Ferenczhez, Rhédei biztosító lev. Zólyomi Miklós ügyében, Kemény Jánoshoz 1661., Teleki M. kérvénye Báthori Zsófiához 1662., Bornemisza Anna rendelete Rácz Istvánhoz 1663., Zrinyi János fogságba jutása 1678., Zrinyi Ilona lev. Frater Istvánhoz, Zrinyi Jánoshoz rab öcscséhez 1679., Pogány Menyhérthez 1687.; 1894. A hódoltság történetéhez 1674-75., 1680., 1683., 1685.; 1895. Széchy Mária öt lev. Tököli Istvánhoz és Telekihez 1667-68., Wittnyédi István két lev. Telekihez és ismeretlenhez 1667., Zrinyi Péter két lev. 1667-68.; 1896. A felsőmagyarországi mozgalmak történetéhez, Zrinyi Péter lev. Apafihoz és Bocskai Istvánhoz 1669., I. Rákóczi Ferenc lev. Apafihoz azon vád ellen, mintha erdélyi fejedelemsége vágyódnék és Apafi válasza 1670., Kende Gábor levele Telekihez 1670.); a Nyomdászok Évkönyvében (1883. Telegdi Pap Sámuel két levele Teleki Sándorhoz 1710-12., Adatok Tótfalusi Kis M. életéhez); a Figyelőben (XVII. 1884. Fogarasi Pap József, az első protestáns tanár a pesti egyetemen, XIX. 1885. Péchy Simon eddig lappangott munkáiról, XX. 1886. Janus Pannonius utolsó kiadása. XXIV. 1888. Sásvári Gergely, XXVI. 1889. Csáktornyai Mátyás és Marosvásárhelyi Gergely irók életrajzához, Gr. Teleki Sámuel levele Kovásznai Sándorhoz 1783., XXVII. 1889. Fogarasi Nagy Pál szinműíró Marosvásárhelyt); a Turulban (1884. A Rozsnyaiak családfája); a Századokban (1888. A m.-vásárh. kir. táblánál biztosítás végett letett családi leveles ládák, 1889. Beszt.-Naszódmegye, illetőleg Besztercze városa levéltára); a Székely-egyleti képes Naptárban (1889. Háromszék leirása versben a mult századtól); a Hazánkban (1889. Wesselényi István erdélyi országgyűlési elnök temetése); a Hadtörténelmi Közleményekben (1890. Székelyhid várának hadikészleteiről leltár 1665., Székelyhidi várfölszerelés, lőszer és hadianyag 1667., Egykorú tudositások Zrinyi Miklós a költő és hadvezér haláláról, Rottál és Naláczai levelei 1664., Mennyibe került a katonatartás az erdélyi fejedelemnek a XVII. század végével; 1891. A franczia-lengyel hadak laktáborozása Erdélyben 1678., Erdélyi hadak menetrendje a XVII. századból, Apafi M. és Teleki M. hadi ediktuma 1682., 1665., Zrinyi Péternek a portával való alkudozásaihoz 1670., Adalék Szebenváros hadtörténelméhez 1868., Kanizsa hadi fölszerelése a töröktől való visszavétele után 1690., Montecucculi jelentése a császárhoz a szentgothardi győzelemről 1664., Apafi M. hadi ediktuma 1686.; 1892. A husztivár lövőszerszámainak leltára 1669., Az 1686. szebeni insurrektionális constitutio, Várad capitulatiója 1660., Kemény János fejedelem eredeti levelei 1659-62., A görgényi vár hadiszerei 1703., II. Rákóczi Gy. lev. Kemény Jánoshoz 1657.; 1893. Mikes Kelemen lev. Telekihez Béldi Pál bodolai kastélyának ostromáról 1676., Teleki M. utasitása a husztivár kapitánya és várnagyai számára 1669., Emlékirat a Buda visszavétele előtti időből, hogy a törököt miként lehetne kiszoriítani a keresztyén országokból, Csáki László lev. a besztercziekhez, hódolásra szólítja fel 1686., Rákóczi F. két rendelete 1657. Basa Tamáshoz és 1659. a biharmegyeiekhez, hogy Rácz Jánosnak engedelmeskedjenek, nem Haller Gábornak, Adatok a bujdosó magyarok küzdelmeihez 1672-81.; 1894. II. Rákóczy Gy. eredeti levelei 1658-60., Apafi M. utasitásai Huszt várára nézve 1673., Levelek Zrinyi M. 1664. téli hadjáratáról, Tudósitások az 1737-38. török háborúról; Cserei János lev. 1737., Bottyán generális lev. 1738., Bujdosó magyarok hadi szabályzata 1676-78., Frangepan Ferencz suplicatiója a királyhoz megkegyelmezésért; 1895. Székely Zsigmond és András, Toldalagi János erdélyi katonák levelei Teleki Sándorhoz 1742-43., Magyar hadi szabályzatok, Erdélyi hadak menetrendje a XVII. századból, Kálnoki Sámuel tudósításai Karaffa rendeleteiről és a német seregről Teleki Mihályhoz 1687., Katona-állítás Felső-Fehérmegyéből 1745., Görgényvár hadifölszerelése 1690., 1692., 1695. és 1702-ben; 1896. Rőthi Orbán kővári vár kapitányának conventiója 1634., Ebeni István szamosujvári kapitány conventiója 1669., Csuthi lev. 1670., Farkas László lev. 1670., Kende Gábor Telekihez 1672., Vajda Péter és Székhalmi András Telekinek 1684., Inczédi Mihály Telekinek 1685. és 1686., Diószegi István lev. Pócsai Ferencz- és Szőcs Frencznek 1686., Rákóczi Gy. hadi edictuma a szamosfalvi táborból 1660., Apafi M. 1683. hadjáratához adalékok, Az erdélyi nemesi fölkelésre 1744. kiadott intézkedések, Mennyit költött Apafi az 1683. hadjáratban ajándékokra; 1897. Katonaszedesi szabályok 1670-ből, Adalék I. Rákóczi F. és Zrinyi Péter mozgalmaihoz 1670., Az erdélyi országos fölkelés elrendelése 1690., Élésmesterek reversalisa Apafi M. idejében 1683., Báthori Istv. hadjárata az oroszok ellen 1580., ford. latinból, II. Rákóczi Gy. hat. lev. Bánffy Györgyhez 1658., Haller János lev. gr. Rhédei Lászlóhoz 1661.); az Irodalomtörténeti Közleményekben (1891. Enyedi István lev. Teleki Mihályhoz 1671., Ifj. Teleki Domokos a jenai ásvány-társulat elnöke 1798., A vitenbergi akadémián a XVI. században tanult magyar ifjak latin versei mint forrásművek és pótlékok a M. Athenáshoz; 1892. Pápai Páriz Ferencz naplója 1649-1691., Döbrentei Gábor lev. Bolyai Farkashoz 1836.); a Magyar Gazdaságtörténelmi Szemlében (1894. I. Rákóczy Gy. gazdasági utasítása Czikó Mihálynak 1634., Csepregi Turkovics Mihály harminczados punctumai a harminczadokról, II. évf. Gr. Bethlen Miklós gazdasági utasítása, 1744. erdélyi árszabás, I. Rákóczi György gazdasági rendeletei, III. évf. gernyeszegi udvar élelmezése 1718.); az Erdélyi Gazdában (1897. A mohai birtokosok rendszabáylai a községekben elterjedt rendetlenség és kihágások megszüntetése végett 1678., Enyedi tanárok, deákok és a kollegiumhoz tartozók fizetése 1709., Felsőszentmihályfalvi falusbiró Józsa István nyomorúságai e hivatal alatt és ezek orvoslása végett kérelme Dindár Dávid aranyosszéki királybiróhoz és ennek resolutiója 1783., Görgényvára és udvarához tartozó tisztjeinek fizetése 1671., Kiknek mennyi bor járt Apafi udvarában 1677., Fogaras várához kománai és sárkányi udvarházakhoz szolgáló jószágoknak, mindenféle jövedelmeinek leírása, melyet parancsolt a fejedelemasszony 1667., I. Rákóczi György számára kőfaragók szerződtetése 1639.); a Vásárhelyi Füzetekben (1897. Bolyai a tanár és könyvei); a Székely Lapokban (1897. Mult idők nagy eseményeiből apróságok a fiatal nemzedéknek öreg honvédektől.)

## Munkái
- A marosvásárhelyi ev. ref. kollegium könyvtárának és nyomdájának ismertetése. Marosvásárhely, 1877
- Bethlen Gábor fejedelem végrendelete. Jegyzetekkel kisérve. 1878 (különnyomat az Erdélyi Hiradóból)
- A marosvásárhelyi ev. ref. kollegium könyvtára többes példányainak czímjegyzéke. Marosvásárhely, 1881, 1884 és 1898
- A marosvásárhelyi ev. ref. kollegium könyvnyomdájának száz éves története 1786-1886. Marosvásárhely, 1887 (ism. 1888: Fővárosi Lapok 56. sz., Marosvidék 12. sz., Egyetértés 85. sz. Századok) Online hozzáférés
- Tofeus Mihály erdélyi ev. ref. püspök élete. Kolozsvár, 1893 (különnyomat a Protestáns Közlönyből. Ism. Századok 1894)
- A marosvásárhelyi ev. ref. kollegium története. Marosvásárhely, 1896 (különnyomat a marosvásárhelyi kollegium 1883-95. Értesítőjéből. Név- és tárgymutatóval)
- A marosvásárhelyi evang. reform. kollégium története (1557–1895). Második, átdolgozott, szerkesztett, bővített kiadás. Mentor Kiadó, Marosvásárhely, 2006. 814 o. + 68 o. (melléklet)

### Kéziratban
Fordítások: Horatius majdnem egészen, Virgilius, Ovidius, Juvenalis, Terentius, Sallustius, Seneca és Ciceroból; a marosvásárhelyi főiskola könyvtárának címtárai; a Teleki-könyvtár kartofilaciumai s micelláneáinak címtárai; egyházi beszédei.